# Sybra longicornis
Sybra longicornis är en skalbaggsart som beskrevs av Stefan von Breuning 1938. Sybra longicornis ingår i släktet Sybra och familjen långhorningar. Inga underarter finns listade i Catalogue of Life.